# ウィンストン・スミス
ウィンストン・リカルド・スミス（Winston Ricardo Smith、1982年11月22日 ‐ ）は、ジャマイカの陸上競技選手。専門は短距離走。2004年アテネオリンピック男子4×100mリレーのジャマイカ代表。4×100mリレーの元U18（旧ユース）世界最高記録保持者。

## 経歴
1999年7月、ブィドゴシュチュで開催された世界ユース選手権に出場すると、男子4×100mリレーで1走（スミス、マイケル・フレイター、Davion Spence、オマー・ブラウン）を務め、決勝でユース世界最高記録（当時）となる40秒03をマークしての金メダル獲得に貢献した。男子200mは決勝で21秒76（+0.9）をマークして6位に入った。
2000年10月、サンティアゴで開催された世界ジュニア選手権の男子4×100mリレーに出場すると、2走を務めた予選は39秒94で突破。決勝では3走（マイケル・フレイター、オマー・ブラウン、スミス、マービン・アンダーソン）を務め、40秒07をマークしての5位に貢献した。
2004年8月、アテネで開催されたオリンピックの男子4×100mリレーに出場するも、3走（ドワイト・トーマス、パトリック・ジャレット、マイケル・フレイター）を務めた予選で38秒71の組4着に終わり、決勝には進めなかった。

## 自己ベスト
記録欄の（　）内の数字は風速（m/s）で、+は追い風、-は向かい風を意味する。
| 種目 | 記録           | 年月日        | 場所             | 備考           |
| 屋外 | 屋外           | 屋外          | 屋外             | 屋外           |
| ---- | -------------- | ------------- | ---------------- | -------------- |
| 100m | 10秒30 (-0.1)  | 2004年6月27日 | キングストン     |                |
| 100m | 10秒27w (+2.3) | 2004年5月29日 | セントジョージズ | 追い風参考記録 |
| 200m | 20秒91 (-0.4)  | 2004年6月27日 | キングストン     |                |

## 主要大会成績
備考欄の記録は当時のもの
| 年   | 大会                               | 場所             | 種目    | 結果 | 記録          | 備考               |
| ---- | ---------------------------------- | ---------------- | ------- | ---- | ------------- | ------------------ |
| 1999 | 世界ユース選手権                   | ブィドゴシュチュ | 200m    | 6位  | 21秒76 (+0.9) |                    |
| 1999 | 世界ユース選手権                   | ブィドゴシュチュ | 4x100mR | 優勝 | 40秒03 (1走)  | ユース世界最高記録 |
| 2000 | カリフタゲームズ (U20) (en)        | セントジョージズ | 200m    | 2位  | 21秒19 (+0.9) |                    |
| 2000 | カリフタゲームズ (U20) (en)        | セントジョージズ | 4x100mR | 優勝 | 40秒55 (3走)  |                    |
| 2000 | 世界ジュニア選手権                 | サンティアゴ     | 4x100mR | 5位  | 40秒07 (3走)  |                    |
| 2001 | カリフタゲームズ (U20) (en)        | ブリッジタウン   | 200m    | 2位  | 21秒40 (-0.3) |                    |
| 2001 | カリフタゲームズ (U20) (en)        | ブリッジタウン   | 4x100mR | 2位  | 40秒34 (3走)  |                    |
| 2001 | パンアメリカン ジュニア選手権 (en) | サンタフェ       | 4x100mR | 2位  | 40秒36 (3走)  |                    |
| 2002 | 北中米カリブU25選手権 (en)         | サンアントニオ   | 100m    | 7位  | 10秒67 (+0.3) |                    |
| 2002 | 北中米カリブU25選手権 (en)         | サンアントニオ   | 200m    | 決勝 |               |                    |
| 2002 | 北中米カリブU25選手権 (en)         | サンアントニオ   | 4x100mR | 3位  | 39秒86 (3走)  |                    |
| 2004 | オリンピック                       | アテネ           | 4x100mR | 予選 | 38秒71 (3走)  |                    |
| 2006 | 英連邦競技大会 (en)                | メルボルン       | 4x100mR | 予選 | 38秒52 (3走)  | 決勝進出           |